# Hiệp hội Di truyền học Thần kinh và Hành vi Quốc tế
Hiệp hội Di truyền học Thần kinh và Hành vi Quốc tế, viết tắt là IBANGS (International Behavioural and Neural Genetics Society) là một tổ chức phi chính phủ, phi lợi nhuận quốc tế hoạt động trong lĩnh vực nghiên cứu Di truyền học Thần kinh và Hành vi và ứng dụng của nó.
IBANGS thành lập năm 1996, với tên ban đầu là European Behavioural and Neural Genetics Society.

## Hoạt động
IBANGS tổ chức các cuộc họp hàng năm để thúc đẩy nghiên cứu về di truyền học hành vi và thần kinh.
IBANGS là một hiệp hội trẻ và phát triển nhanh chóng với các thành viên ở châu Âu, Bắc và Nam Mỹ, Châu Á, và Úc.
IBANGS là một thành viên sáng lập của Liên đoàn các Hiệp hội Khoa học Thần kinh châu Âu (FENS - Federation of European Neuroscience Societies).
| Nr. | Năm  | Tại         | Tại         | Nhiệm kỳ  | Chủ tịch           | Chủ tịch |
| --- | ---- | ----------- | ----------- | --------- | ------------------ | -------- |
| 19. | 2017 | Madrid      | Tây Ban Nha |           |                    |          |
| 18. | 2016 | Bar Harbor  | Hoa Kỳ      | 2016-2017 |                    |          |
| 17. | 2015 | Uppsala     | Thụy Điển   | 2015-2016 | Leo Schalkwyk      | Canada   |
| 16. | 2014 | Chicago     | Hoa Kỳ      | 2014-2015 | Lisa Tarantino     | Hoa Kỳ   |
| 15. | 2013 | Leuven      | Bỉ          | 2013-2014 | Abraham Palmer     | Hoa Kỳ   |
| 14. | 2012 | Boulder     | Hoa Kỳ      | 2012-2013 | Josh Dubnau        | Hoa Kỳ   |
| 13. | 2011 | Rome        | Ý           | 2011-2012 | Mary-Anne Enoch    |          |
| 12. | 2010 | Halifax     | Canada      | 2010-2011 | Richard Brown      |          |
| 11. | 2009 | Dresden     | Đức         | 2009-2010 | Jacqueline Crawley |          |
| 10. | 2008 | Portland    | Hoa Kỳ      | 2008-2009 | Christopher Janus  |          |
| 9.  | 2007 | Doorwerth   | Hà Lan      | 2007-2008 | Dan Goldowitz      |          |
| 8.  | 2006 | Vancouver   | Canada      | 2006-2007 | Tamara J. Phillips |          |
| 7.  | 2005 | Sitges      | Tây Ban Nha | 2005-2006 | Hee-Sup Shin       |          |
|     |      |             |             | 2004-2005 | Robert W. Williams |          |
| 6.  | 2003 | New Orleans | Hoa Kỳ      | 2003-2004 | Mara Dierssen      |          |
| 5.  | 2002 | Tours       | Pháp        | 2002-2003 | John Crabbe        |          |
| 4.  | 2001 | San Diego   | Hoa Kỳ      | 2001-2002 | Fred van Leuven    |          |
| 3.  | 2000 | Brighton    | Anh Quốc    | 2000-2001 | Douglas Wahlsten   |          |
| 2.  | 1999 | Key Largo   | Hoa Kỳ      | 1999-2000 | Wim E. Crusio      |          |
| 1.  | 1997 | Orleans     | Pháp        | 1997-1999 | Hans-Peter Lipp    | Thụy Sĩ  |
| x.  | 1996 |             |             | 1996-1997 | Hans-Peter Lipp    | Thụy Sĩ  |